# Колданов, Василий Яковлевич
Василий Яковлевич Колданов (1903, с. Бусаево, Рязанский уезд, Рязанская губерния, Российская империя  — 1984, Москва, РСФСР) — советский лесовед и государственный деятель, народный комиссар лесной промышленности РСФСР (1940—1947).

## Биография
Участник Гражданской войны, кавалер ордена Красного Знамени. 
В 1937 году окончил Воронежский лесохозяйственный институт, кандидат сельскохозяйственных наук (1955 год).
Работал заведующим сектором, отделом, заместителем начальника Главлесхоза Наркомата земледелия СССР.
С 1939 году назначен заместителем наркома, с 1940 года — Наркомом лесной промышленности РСФСР.
Во время Великой Отечественной войны являлся уполномоченным Государственного комитета обороны в Московской области по снабжению фронта, промышленности и столицы топливом.
В 1947—1953 годах — заместитель министра лесного хозяйства СССР.
В 1953—1956 годах — заместитель начальника Главлесхоза Министерства сельского хозяйства СССР.
В 1956 года перешел на научную работу в АН СССР, сначала в Институт леса, а после его реорганизации в 1959 году — в лабораторию лесоведения. Был редактором журналов «Лесная промышленность» и «Лесное хозяйство».
Автор более 40 научных трудов, в том числе монографии «Смена пород и лесовосстановление» (1966 год), «Степное лесоразведение» (1967 год), «Очерки истории советского лесного хозяйства» (1992 год).

## Награды и звания
- орден Красного Знамени
- орден Красной Звезды
- орден «Знак Почёта»